# Oreobates ibischi
Oreobates ibischi é uma espécie de anfíbio  da família Craugastoridae.	
É endémica da Bolívia.	
Os seus habitats naturais são: florestas secas tropicais ou subtropicais , jardins rurais e florestas secundárias altamente degradadas.
Está ameaçada por perda de habitat.